# Waldemar Piepiórka
Waldemar Piepiórka (ur. 6 kwietnia 1941 w Wejherowie, zm. 10 lutego 2008) – polski duchowny katolicki, wieloletni kustosz sanktuarium Matki Boskiej Królowej Kaszub w Sianowie, proboszcz parafii Narodzenia Najświętszej Maryi Panny, Kaszub.

## Życiorys
Święcenia kapłańskie przyjął w 1965 r. Był wikariuszem w kartuskiej kolegiacie. Od 15 lutego 1984 r. przejął obowiązki proboszcza parafii Narodzenia Najświętszej Maryi Panny w Sianowie. Ponadto był członkiem Zrzeszenia Kaszubsko-Pomorskiego.
Pochowany został na cmentarzu w Sianowie. 
Pośmiertnie został odznaczony Krzyżem Oficerskim Odrodzenia Polski.